# Мала Перевальська залізниця
Малá Перевáльська залізни́ця — колишня залізниця в місті Перевальську Луганської області.

## Історія
Неодноразово траплялися уривчасті згадки про існування у 1960-ті роки дитячої залізниці в місті Перевальську Луганської області. Але достовірність цих відомостей завжди викликала деякі сумніви. По-перше, не вдавалося знайти ніяких документальних свідоцтв. По-друге, вже було достеменно відомо про відкриття у 1968 році дитячої залізниця в місті Алчевську. Одного погляду на карту достатньо, щоб помітити, Комунарськ (нині — Алчевськ) і Перевальськ — міста-супутники.
У 1960-ті роки відстань між ними було всього кілька кілометрів, а зараз вони вже практично злилися воєдино. Важко повірити в те, що в один і той же час на відстані декількох кілометрів один від одного могли бути побудовані одразу дві дитячі залізниці. Саме тому, в Перевальську тривалий час взагалі не згадувалася про Малу Перевальську залізницю.
Першим серйозним підтвердженням дивного факту існування другої дитячої залізниці стала стаття, опублікована в обласній газеті «Луганська правда» 24 вересня 1965 року — майже за три роки до відкриття дитячої залізниці у Комунарську.
Мала Перевальська залізниця була спроєктована і побудована фахівцями тресту «Комунарськвугілля». Цим і пояснюється відсутність спогадів про залізницю в офіційних списках Міністерства шляхів сполучення. Керували будівництвом начальник служби колії А. Я. Бондаренко і начальник служби зв'язку вантажно-транспортного управління тресту І. Г. Шрамко. Для підготовки юних залізничників був створений гурток під керівництвом ревізора служби безпеки руху Ю. М. Ткаченка.

## Інфраструктура
Мала Перевальська залізниця протяжністю 1,2 км проходила по периметру парку імені Воровського. Перша станція — Спортивна, ймовірно, розташовувалася у південній частині парку, неподалік від головного входу стадіону «Шахтар», а друга  станція — Паркова, могла перебувати десь біля Палацу культури імені Воровського.

## Рухомий склад
Потяг Малої Перевальської залізниці складався з трьох саморобних вагонів, які побудовані на базі шахтних пасажирських вагонеток. Потяг прямував під електровозом (можливо акумуляторним), також перероблений з шахтного.

## Закриття залізниці
Існували плани подовження залізниці до 4 км. На жаль, їх реалізувати невдалося. Та й взагалі, про подальшу долю залізниці не відомо. 